# Nécropole de Saint-Martin-des-Champs (Bourges)
Pour les articles homonymes, voir Saint-Martin-des-Champs.
La nécropole de Saint-Martin-des-Champs est une nécropole datant de l'Antiquité tardive située à Bourges, dans le département du Cher en France.
Les inhumations y ont été pratiquées à partir du IIIe siècle et le site a conservé sa fonction funéraire au Moyen Âge. Les fouilles archéologiques ont mis au jour de très nombreuses tombes ainsi que quelques mausolées romains tardifs.

## Localisation
La nécropole se situe dans le département du Cher, sous la ville de Bourges, directement au sud de l'actuelle place Malus, aux alentours de l'ancien prieuré Saint-Martin-des-Champs.

## Découvertes archéologiques
Les premières sépultures sont mises au jour au XIXe siècle de manière fortuite.
Deux campagnes de fouilles archéologiques modernes ont permis de cataloguer les sépultures et bâtiments présents sur le site pour la période de l'Antiquité tardive. La première campagne est menée de 1984 à 1985 sous la direction d'Olivier Ruffier. Celle-ci voit effectué l'inventaire d'une soixantaine de sépultures dans un espace de 2 000 m2, ainsi que de trois édifices dans la partie Sud-Ouest du site.
Une seconde campagne est menée en 1993 sous la direction d'Alexis Luberne, qui fouille près de 3 000 m2 supplémentaires.

## Description

### Les Hypogées
La première campagne de fouilles du site met au jour deux bâtiments identifiés comme des monuments funéraires et un troisième bâtiment dont l'identification est incertaine. Les deux mausolées sont constitués d'un enclos sous lequel est creusée une hypogée accessible par un escalier. Les dimensions de ces pièces souterraines mesurent pour les deux édifices environ 5,8 m de largeur pour 6,30 mètres de longueur. Les deux sont couvertes par une voûte en arc surbaissé avec une hauteur sous voûte de 2,8 m.
L'hypogée la plus au sud, appelée no 1, est couverte par un enclos dont les joints des murs sont soulignés au fer et mesurant 6,3 mètres de largeur pour 8,7 m de longueur, tandis que celui couvrant la seconde hypogée, celle plus au nord, est de mêmes dimensions que celle-ci. La première hypogée est accessible par un escalier dans le mur ouest, tandis que la seconde est accessible par un escalier dans le mur est.
Les murs sont constitués d'un appareil petit et régulier. Le plafond de la voûte de la première hypogée est couvert d'une épaisse couche de mortier de tuileau portant encore des traces d'un coffrage en bois, et la seconde révèle des traces de peinture polychrome.

### Les inhumations
Les sépultures retrouvées se répartissent en trois types :
- des cercueils de bois rectangulaires cloués ou chevillés, il s'agit de la majorité des sépultures ;
- des sarcophages monolithiques rectangulaires fermés par un couvercle en bâtière ;
- des cercueils de bois contenant un sarcophage en plomb[3].

Sur les soixante tombes fouillées lors de la première campagne archéologique, seulement deux contiennent un mobilier d'accompagnement. Il s'agit de vases et de monnaies, ces dernières datées de la fin du IVe siècle et du Ve siècle.

## Chronologie d'utilisation
Les inhumations se décantent en deux phases. La première s'étend entre les IIIe siècle et IVe siècle, et la seconde dans le courant du Ve siècle. Ces deux phrases se différencient d'abord par la taille des fosses creusées, qui sont plus grandes lors de la première phrase, également par une absence totale de mobilier d'accompagnement retrouvé pour la seconde phase, et enfin par une absence de superposition des deux couches, laissant les archéologues penser que les premières tombes devaient être signalées en surface.
Dans les deux phrases cependant, les squelettes découverts dans les sépultures se trouvent dans la même position allongée sur le dos, les bras le long du corps.
Il est difficile d'établir à travers les découvertes archéologiques des raisons expliquant la fondation d'une nécropole aussi étendue à cet emplacement. Les nécropoles tardives se développent en général autour d'un lieu de culte païen ou chrétien préexistant, mais aucun élément mis au jour par les fouilles ne donne lieu à une telle analyse dans ce cas précis.
L'occupation maintenue de la nécropole à la fin de l'Antiquité tardive et au cours du moyen âge est à l'origine de la fondation du prieuré Saint-Martin de Brives au VIe siècle.